# Кювьеровы органы

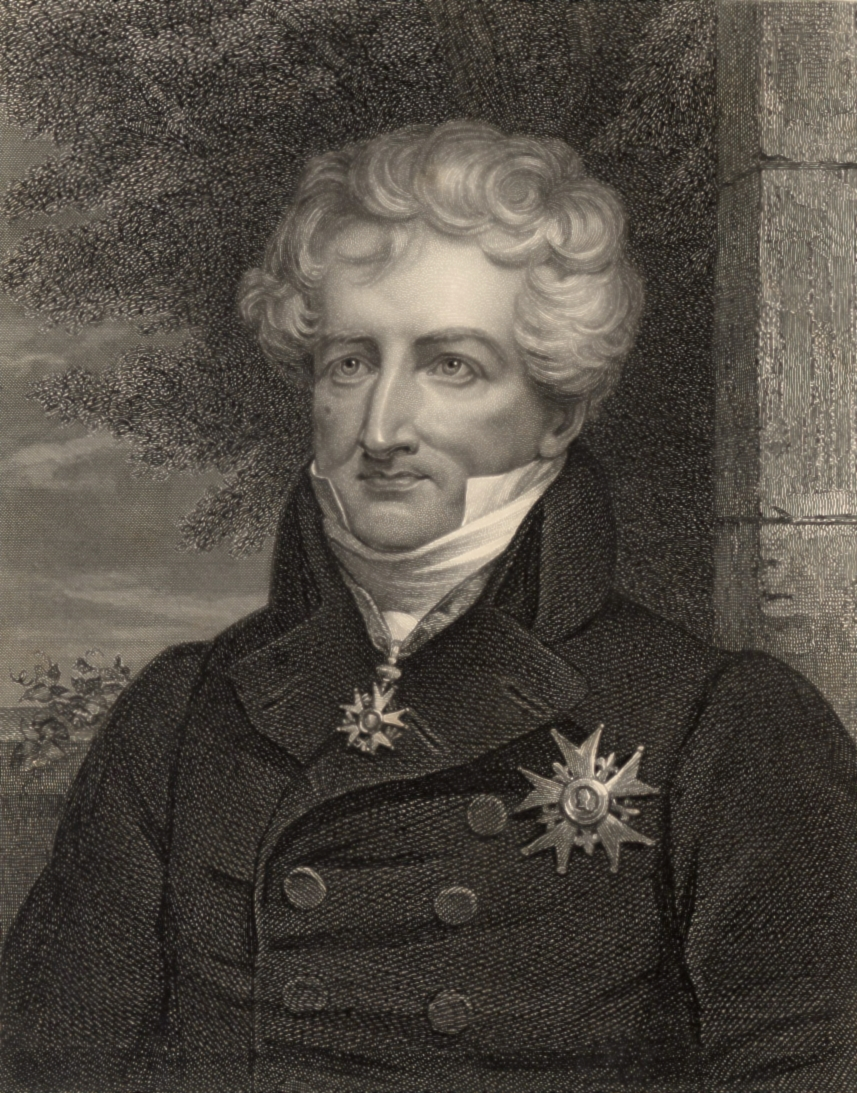
Знаменитый французский натуралист Жорж Кювье (1769—1832), по имени которого названы кювьеровы органы

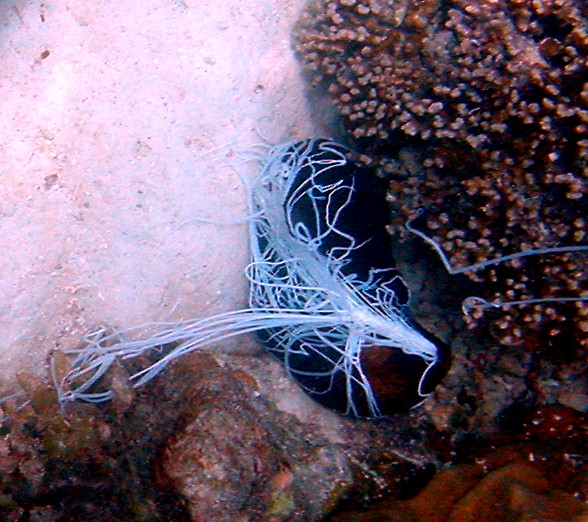
Голотурия, выбрасывающая кювьеровы органы (длинные белые нити)

Кювье́ровы о́рганы, или кювьеровы трубочки — внутренний орган у некоторых голотурий (представителей щитовиднощупальцевых, Aspidochirota), имеющий вид длинных полых нитей. Назначение кювьеровых органов еще не до конца выяснено. У некоторых видов кювьеровы органы могут выбрасываться наружу и служат целям самозащиты.
Кювьеровы трубочки — уникальный орган, который не встречается у других животных. Название этот орган получил по имени знаменитого французского натуралиста Жоржа Кювье (1769—1832), подробно описавшего внутреннее строение иглокожих.

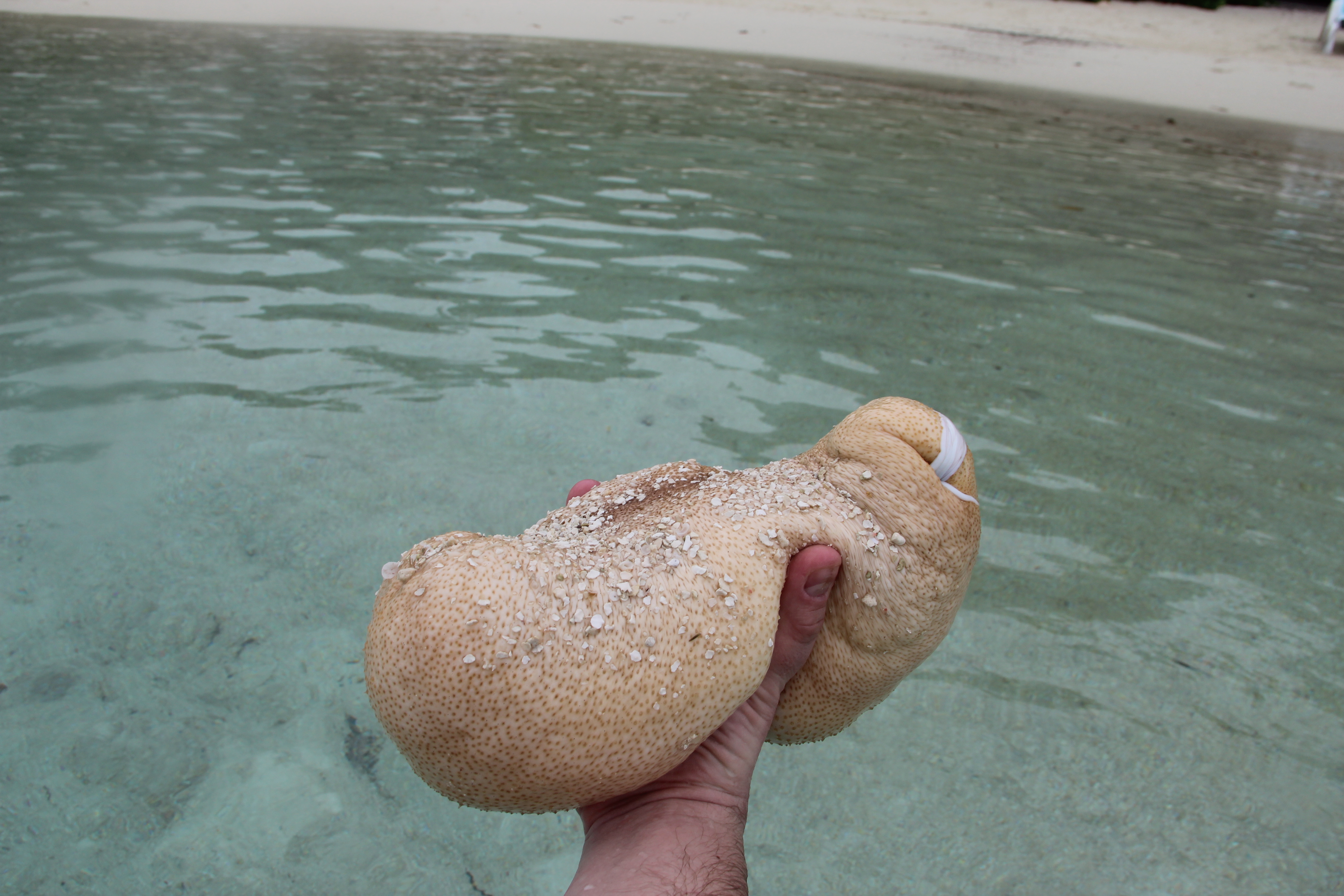
Пойманная голотурия, выбрасывающая кювьеровы органы (Мальдивские острова)

Кювьеровы органы прикрепляются к основанию водных лёгких и обычно имеют вид трубочек, стенки которых образованы сложенными в виде сжатой пружины волокнами. Снаружи эта спираль покрыта защитным чехлом из тонкой мембраны. Многие голотурии в случае сильного внешнего раздражения выбрасывают кювьеровы органы через анальное отверстие. При раздражении голотурии вода из водных лёгких нагнетается в кювьеровы трубочки и они, пробивая стенку клоаки, выбрасываются наружу. Нити кювьеровых органов, соприкасаясь с водой, мгновенно набухают, удлиняясь и становясь исключительно клейкими. Эта черта может рассматриваться как проявление автотомии, или эвисцерации — животное жертвует частью тела, чтобы спастись от хищника, а утраченные органы достаточно быстро регенерируются.
Выброшенные органы принимают вид длинных нитей, обычно белого цвета, которые обволакивают врага, лишая его подвижности (особенно это эффективно против крабов или хищных брюхоногих моллюсков). Кроме того, они могут оказывать отравляющее воздействие на врага, поскольку содержат довольно сильный токсин голотурин, или голотуриин. Этот яд опасен даже для человека и в высоких концентрациях способен вызвать токсические поражения глаз, что иногда встречается у ныряльщиков, совершающих погружения без очков или масок в местах с высокой численностью голотурий. У некоторых голотурий, например Actinopyga agassizi, голотурин в кювьеровых органах достигает высокой концентрации. 27 граммов экстракта из кювьеровых органов этой голотурии, разведённые в 2850 литрах воды, убивали рыбу за 23 минуты.
Ядовитыми свойствами голотурий пользовались в прошлом коренные жители некоторых островов Тихого океана для добычи рыбы. Так, туземцы Маршалловых островов бросали внутренности голотурий в мелкие водоёмы, после чего оглушённая ядом рыба всплывала на поверхность. Описано также, что островитяне накладывали клейкие нити кювьеровых органов на раны в качестве своеобразной повязки.